# Dumitru Panaitescu
Dumitru Panaitescu (ur. 1 maja 1913) – rumuński pięściarz.  Uczestnik Igrzysk Olimpijskich w 1936 w Berlinie. Na igrzyskach wziął udział w turnieju wagi muszej. W pierwszej walce turnieju przegrał decyzją sędziów z Filipińczykiem Felipe Nunagiem.